# Stéphane Bahoken
Stéphane Cédric Bahoken (ur. 28 maja 1992 w Grasse) – kameruński piłkarz grający na pozycji napastnika. Od 2018 jest zawodnikiem klubu Angers SCO. Jego ojciec, Paul, również był piłkarzem i reprezentantem Kamerunu.

## Kariera klubowa
Swoją karierę piłkarską Bahoken rozpoczynał w juniorach takich klubów jak: ASPTT Plascassier Grasse (1998-2000), RC Grasse (2000-2004) i OGC Nice (2004-2011). W 2011 roku awansował do pierwszego zespołu Nice, a 29 maja 2011 zadebiutował w pierwszym zespole w Ligue 1 w przegranym 1:2 wyjazdowym meczu z Valenciennes FC.
Latem 2013 Bahoken został wypożyczony do szkockiego St. Mirren. Swój debiut w nim zaliczył 31 sierpnia 2013 w przegranym 1:2 domowym meczu z Partick Thistle. W St. Mirren grał przez rok.
Latem 2014 Bahoken przeszedł do RC Strasbourg. Zadebiutował w nim 8 sierpnia 2014 w zwycięskim 3:1 wyjazdowym spotkaniu z US Colomiers. W sezonie 2015/2016 awansował z nim z Championnat National do Ligue 2, a w sezonie 2016/2017 - z Ligue 2 do Ligue 1.
W 2018 roku Bahoken został zawodnikiem Angers SCO. Swój debiut w nim zanotował 11 sierpnia 2018 w przegranym 3:4 domowym meczu z Nîmes Olympique.
| Sezon   | Klub          | Kraj    | Rozgrywki            | Mecze | Gole |
| ------- | ------------- | ------- | -------------------- | ----- | ---- |
| 2010/11 | OGC Nice      | Francja | Ligue 1              | 1     | 0    |
| 2010/11 | OGC Nice B    | Francja | CFA                  | 1     | 0    |
| 2011/12 | OGC Nice      | Francja | Ligue 1              | 5     | 0    |
| 2012/13 | OGC Nice      | Francja | Ligue 1              | 10    | 2    |
| 2013/14 | OGC Nice B    | Francja | CFA                  | 1     | 1    |
| 2013/14 | St. Mirren    | Szkocja | Premier League       | 5     | 0    |
| 2014/15 | RC Strasbourg | Francja | Championnat National | 27    | 4    |
| 2015/16 | RC Strasbourg | Francja | Championnat National | 30    | 6    |
| 2016/17 | RC Strasbourg | Francja | Ligue 2              | 30    | 7    |
| 2017/18 | RC Strasbourg | Francja | Ligue 1              | 26    | 7    |
| 2018/19 | Angers SCO    | Francja | Ligue 1              | 32    | 11   |
| 2019/20 | Angers SCO    | Francja | Ligue 1              | 20    | 4    |
| 2020/21 | Angers SCO    | Francja | Ligue 1              | 30    | 6    |

## Kariera reprezentacyjna
Bahoken grał w młodzieżowej reprezentacji Francji U-20. W reprezentacji Kamerunu zadebiutował 25 marca 2018 w wygranym 3:1 towarzyskim meczu z Kuwejtem, rozegranym w Kuwejcie. W 2019 roku powołano go do kadry na Puchar Narodów Afryki 2019. Rozegrał na nim cztery mecze: grupowe z Gwineą Bissau (2:0, zdobył w nim gola), z Ghaną (0:0) i z Beninem (0:0) oraz w 1/8 finału z Nigerią (2:3). 
W 2022 roku Bahoken został powołany do kadry na Puchar Narodów Afryki 2021. Wraz z Kamerunem zajął 3. miejsce na tym turnieju. Rozegrał na nim trzy mecze: grupowy z Etiopią (4:1), w 1/8 finału z Komorami (2:1) i o 3. miejsce z Burkiną Faso (3:3, k. 5:3, strzelił w nim gola).